# Bohdaneč
Bohdaneč är en ort i Tjeckien.   Den ligger i regionen Mellersta Böhmen, i den centrala delen av landet, 70 km sydost om huvudstaden Prag. Bohdaneč ligger 463 meter över havet och antalet invånare är 401.
Terrängen runt Bohdaneč är huvudsakligen platt, men söderut är den kuperad. Runt Bohdaneč är det ganska tätbefolkat, med 179 invånare per kvadratkilometer. Närmaste större samhälle är Kutná Hora, 19,2 km norr om Bohdaneč. I omgivningarna runt Bohdaneč växer i huvudsak blandskog.